# Camille Van Ronslé
Camille Van Ronslé (Lovendegem, 18 settembre 1862 – Boma, 14 novembre 1938) è stato un missionario e vescovo cattolico belga.

## Biografia
Studiò nel seminario maggiore di Gand e fu ordinato prete nel 1886; entrò poi nel seminario africano di Lovanio e abbracciò la vita religiosa nella Congregazione del Cuore Immacolato di Maria.
Partì per le missioni nel Congo belga nel 1889.
Fu eletto vescovo di Timbriade e nominato vicario apostolico del Congo belga o indipendente nel 1896; l'immenso territorio del vicariato, che inizialmente comprendeva i due terzi del Congo, fu progressivamente smembrato e nel 1919 Van Ronslé assunse il titolo di vicario apostolico di Léopoldville.
Fondò la congregazione indigena dei Fratelli di San Giuseppe di Boma.
Lasciò la guida del vicariato nel 1925 e trascorre il resto della sua vita a Boma.

## Genealogia episcopale
La genealogia episcopale è:
- Vescovo Johannes Wolfgang von Bodman
- Vescovo Marquard Rudolf von Rodt
- Vescovo Alessandro Sigismondo di Palatinato-Neuburg
- Vescovo Johann Jakob von Mayr
- Vescovo Giuseppe Ignazio Filippo d'Assia-Darmstadt
- Arcivescovo Clemente Venceslao di Sassonia
- Arcivescovo Massimiliano d'Asburgo-Lorena
- Vescovo Kaspar Max Droste zu Vischering
- Vescovo Joseph Louis Aloise von Hommer
- Vescovo Nicolas-Alexis Ondernard
- Vescovo Jean-Joseph Delplancq
- Cardinale Engelbert Sterckx
- Vescovo Jean-Joseph Faict
- Cardinale Pierre-Lambert Goossens
- Vescovo Camille Van Ronslé, C.I.C.M.